# Kaḏḏa Dâbali
Kaḏḏa Dâbali är en ö i Djibouti.   Den ligger i regionen Obock, i den nordöstra delen av landet, 100 km norr om huvudstaden Djibouti. Arean är 0,57 kvadratkilometer.
Terrängen på Kaḏḏa Dâbali är platt. Öns högsta punkt är 74 meter över havet. Den sträcker sig 1,0 kilometer i nord-sydlig riktning, och 1,1 kilometer i öst-västlig riktning.